# Electric Barbarian
Electric Barbarian is een Belgisch/Nederlandse avant-garde band die in 2000 werd opgericht door bassist Floris Vermeulen. De band speelt een eclectische moderne vorm van jazz, die gebruikmaakt van Turntablism, en invloeden uit hiphop, funk en drum and bass. 
Vermeulen richtte de band op omdat hij zin had jazz, turntablism en improvisatie te combineren. Na een instabiele beginperiode met veel bezettingswissels ontstond uiteindelijk een vaste kern die, naast Vermeulen zelf, bestaat uit trompettist Bart Maris, DJ Grazzhoppa en drummer Harry Arling.
In 2004 werkte de band samen met de Amerikaanse dichter Gylan Kain, in 2009 bracht de band de voorstelling Bitches Brew Spirit, een eigentijdse hommage aan Miles Davis. Barb Wire focust op het leven en werk van de Amerikaanse dichter Langston Hughes. Voor dit project werkte de band samen met meerdere dj's en een strijkkwartet

## Discografie
- El (2002)
- Mini Rock from the Sun (2006)
- Barb Wire (2012)